# جورج لاثام فليتشير
جورج لاثام فليتشير (بالإنجليزية: George Latham Fletcher) هو سياسي أمريكي، ولد في 19 مايو 1874 في الولايات المتحدة، وتوفي في 23 مارس 1929 في مقاطعة فاوكواير في الولايات المتحدة. حزبياً، نشط في الحزب الديمقراطي. وقد انتخب عضو مجلس ولاية فرجينيا.